# 手結港可動橋

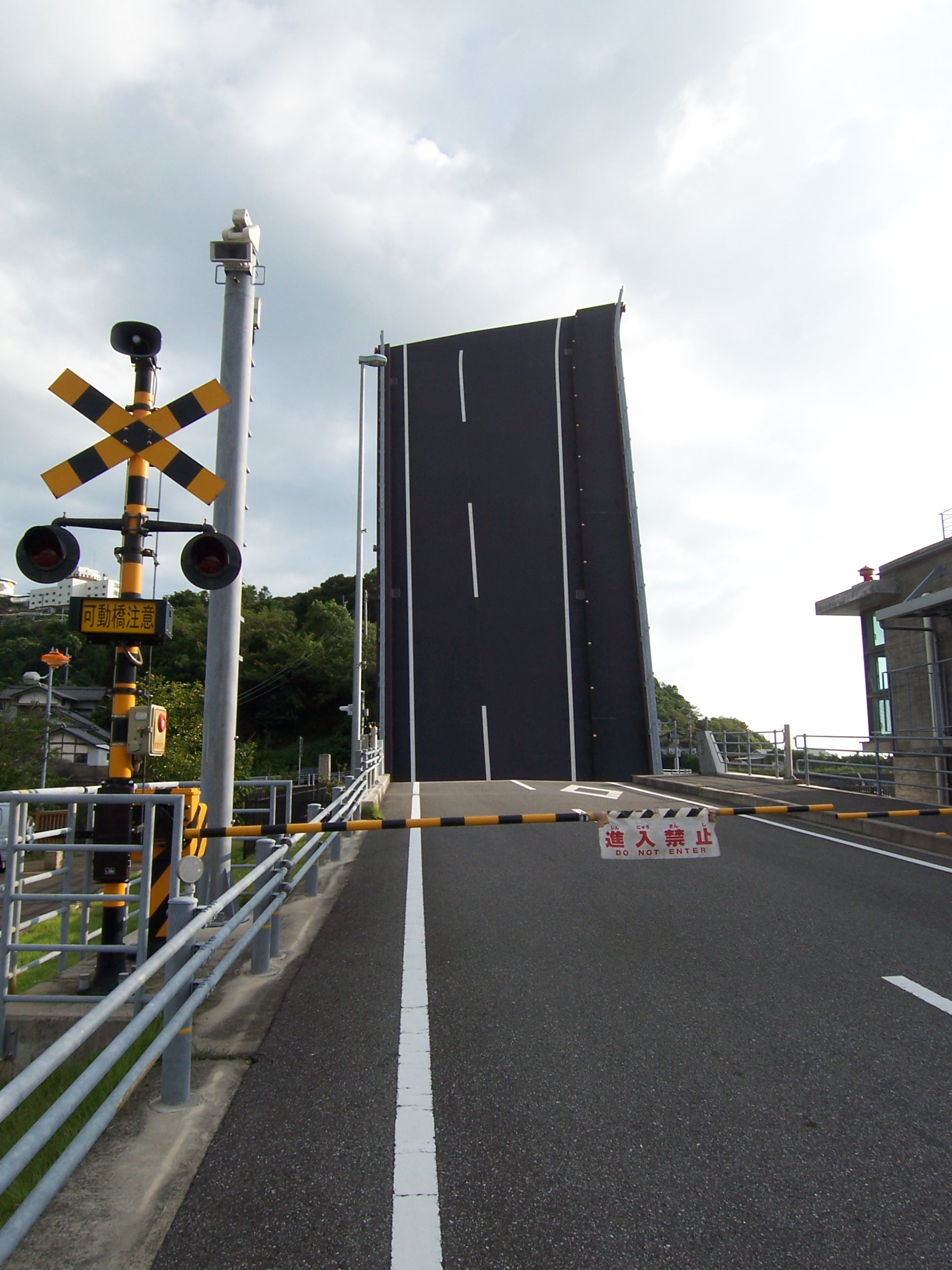
手結港可動橋 (香南市)

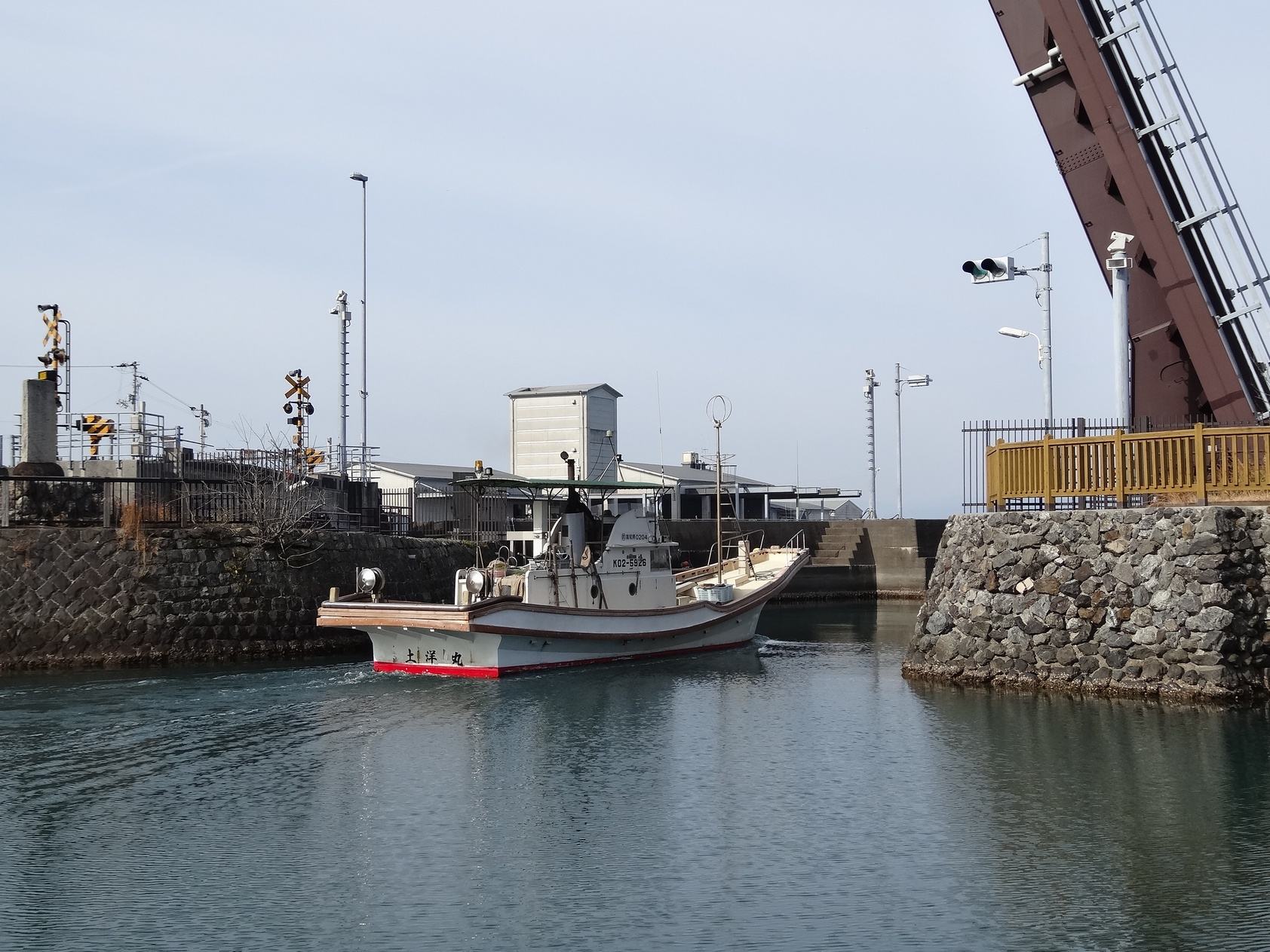
船舶が通過する光景

手結港可動橋（ていこうかどうきょう）は、高知県香南市夜須町手結の跳開式可動橋で正式には高知県手結港臨港道路可動橋。手結港のシンボルである。

## 概要
香南市夜須町手結にある手結港は、江戸時代初期に河口の岩盤を人手によって掘削して石積みした日本最古の掘り込み港湾ともいわれ、その港の入り口に架かる片側跳ね上げ式の可動橋である。日本でも珍しい可動橋の形式で、橋の手前には踏切のように遮断機が設けられている。
建設費21億3000万円を投じて2002年（平成14年）9月完成した。長さは約32.8 m、幅員は7.0〜9.0 mで海側に幅2 mの歩道を有する。開閉時間は約6分かかる。警報機が鳴り始めると遮断機が下り、その橋はゆっくり上がり始める。1日のうち約7時間だけ橋を渡ることができ、その他の時間は船舶通行用である。駆動は油圧シリンダー方式で、跳開角度は最大70度である
2016年6月18日放送のNHK「ピタゴラスイッチ」の「そこで橋は考えた」のコーナーで、この橋が紹介されたほか、2016年10月からオンエアされている、ダイハツ「キャスト アクティバ」のCM（山﨑賢人出演）において、「そびえたつ道」として取り上げられている。

## 参考資料
- 佐々木節、石野哲也、伊藤もずく 著、松井謙介編 編『絶景ドライブ100選［新装版］』学研パブリッシング〈GAKKEN MOOK〉、2015年9月30日。ISBN 978-4-05-610907-8。
- 山下亜希子「西の大絶景 手結港可動橋（高知県）」『遊・悠 WesT』2013年1・2月号、西日本高速道路サービス・ホールディングス p.30